# Malcolm Carmichael
Malcolm James Carmichael (ur. 8 września 1955) – brytyjski wioślarz, brązowy medalista olimpijski.

## Kariera
Wystąpił na igrzyskach olimpijskich w Moskwie w 1980, gdzie wspólnie z Charlesem Wigginem zdobył brązowy medal w dwójkach bez sternika. W finale uplasowali się o 3,46 sekundy za dwójką NRD i o 0,97 sekundy za osadą ZSRR. Był to jego jedyny start olimpijski.
W tej samej konkurencji zajął także czwarte miejsce na mistrzostwach świata w Bledzie (1979). Walkę o medal Brytyjczycy przegrali tam z osadą Szwajcarii o 5,55 sekundy. Był też między innymi siódmy w czwórkach podwójnych na mistrzostwach świata w Amsterdamie (1977).